# Mario Arévalo
Mario Martín Arévalo Fernández (* 19. Januar 1968 in Asunción) ist ein paraguayischer Politiker des Asociación Nacional Republicana-Partido Colorado ANR-PC, der unter anderem seit 2018 Mitglied des Senats (Senado) ist und zwischen 2019 und 2020 Erster Vizepräsident des Senats war.

## Leben
Mario Martín Arévalo Fernández absolvierte ein Studium der Rechtswissenschaften an der Fakultät für Recht und Sozialwissenschaften der Universidad Nacional de Asunción UNA und nahm nach seiner anwaltlichen Zulassung als Rechtsanwalt auf. 
Er begann seine politische Laufbahn für den Asociación Nacional Republicana-Partido Colorado ANR-PC als Präsident von deren Jugendverband in einem Stadtviertel von Asuncíon und wurde 1996 erstmals Mitglied des Stadtrates von Asuncíon, dem er für fünf Perioden bis 2015 angehörte. Während seiner Mitgliedschaft war er zwischen 2001 und 2004 sowie erneut 2005 Präsident des Stadtrates (Junta Municipal de Asunción). 2011 wurde er Präsident der Planungskommission (Comisión de Planificación) der Regierung und bekleidete dieses Amt bis 2015. Zugleich wurde er 2011 ordentliches Mitglied des Vorstandes der Colorado-Partei. Als solcher war er 2012 und 2017 Manager der Vorwahlen seiner Partei sowie 2013 und 2018 Wahlkampfmanager des Partido Colorado bei den Parlamentswahlen in der Hauptstadt. Er absolvierte 2012 ein postgraduales Studium im Fach Politisches Marketing am Lehrstuhl von Gustavo Martínez Pandiani an der Universidad Columbia del Paraguay (UCP). 2014 schloss er ein weiteres postgraduales Studium am Institut für Höhere Strategische Studien IAEE (Instituto de Altos Estudios Estratégicos) unter Beteiligung des Nationalen Verteidigungsrates CDN (Consejo de Defensa Nacional) der Präsidentschaft der Republik Paraguay ab. Nach einer weiteren Fortbildung an der Fakultät für Recht und Sozialwissenschaften der Universidad Nacional de Asunción wurde er 2018 zudem zum Notar bestellt.
Bei der Parlamentswahl am 22. April 2018 wurde Arévalo zunächst als Senador Nacional Suplente zum Ersatz-Mitglied des Senats (Senado) gewählt. Nach dem Tode von Oscar González Daher wurde er jedoch bereits am 6. September 2018 Mitglied des Senats und gehört diesem seither an. In der Sitzungsperiode 2019 und 2020 war er Erster Vizepräsident des Senats sowie Präsident des Ausschusses für soziale Entwicklung (Comisión de Desarrollo Social). Danach war er zwischen 2020 und 2021 Vizepräsident des Ausschusses für Finanzen und Haushalt (Comisión de Hacienda y Presupuesto), von 2021 bis 2022 Präsident des Ausschusses für konstitutionelle Angelegenheiten, nationale Verteidigung und öffentliche Gewalt (Comisión de Asuntos Constitucionales, Defensa Nacional y Fuerza Pública) sowie zwischen 2022 und 2023 Präsident des Ausschusses zur Verhütung und Bekämpfung des Drogenhandels und damit zusammenhängender Verbrechen (Comisión de Prevención y Lucha contra el Narcotráfico y Delitos Conexos). Ferner ist er für die Legislaturperiode 2018 bis 2023 Präsident der Comisión Parlamentaria de Amistad Paraguayo - República Árabe de Egipto, der Parlamentarischen Freundschaftsgesellschaft Paraguay-Ägypten.